# Manusbuskgök
Manusbuskgök (Cacomantis blandus) är en fågel i familjen gökar inom ordningen gökfåglar.

## Utseende och läte
Manusbuskgöken är en rätt liten till medelstor gök. Den är ljust grå på huvud och övre delen av bröstet, medan resten av undersidan är beigeorange. Sången består av en serie med ljudliga och genomträngande visslingar som faller långsamt i tonhöjd. 

## Utbredning och systematik
Fågeln återfinns på Ninigo och i Amiralitetsöarna i nordvästra Bismarckarkipelagen. Den behandlas som monotypisk, det vill säga att den inte delas in i några underarter. Tidigare behandlades den som underart till Cacomantis variolosus men urskiljs som egen art baserat på skillnader i morfologi och läten.

## Levnadssätt
Manusbuskgöken bebor skogar och skogsbryn, men kan även ses i kustnära buskage och kring bebyggelse.

## Status
IUCN erkänner den inte som art, varför dess hotstatus inte bedömts.